# Tournan-en-Brie
Tournan-en-Brie es una comuna francesa del departamento de Sena y Marne, en la región de Isla de Francia.

## Demografía
| 2 746 | 3 430 | 5 038 | 4 726 | 5 528 | 7 545 | 8 256 | 8054 | 8 822 |
| Para los censos de 1962 a 1999 la población legal corresponde a la población sin duplicidades (Fuente: INSEE [Consultar]) |       |       |       |       |       |       |      |       |